# تيودورو فيغا
تيودورو فيغا (بالإسبانية: Teodoro Vega)‏ هو عداء مسافات طويلة مكسيكي، ولد في 14 يوليو 1976 في تولوكا في المكسيك.

## وصلات خارجية
- تيودورو فيغا على موقع الاتحاد الدولي لألعاب القوى (الإنجليزية)
- تيودورو فيغا على موقع أوليمبيديا (الإنجليزية)